# Philippe Leleu
Philippe Leleu (Lamballe, 28 maart 1958) is een Frans voormalig wielrenner.

## Levensloop en carrière
Leleu werd prof in 1981. Hij behaalde in zijn carrière 11 overwinningen. Zijn grootste overwinning was een etappe in de Ronde van Frankrijk 1983.

## Resultaten in voornaamste wedstrijden
| Jaar | Ronde van Italië | Ronde van Frankrijk | Ronde van Spanje |
| ---- | ---------------- | ------------------- | ---------------- |
| 1982 |                  |                     | 43e              |
| 1983 |                  | 41e (1)             |                  |
| 1984 |                  | opgave              |                  |
| 1985 |                  |                     |                  |
| 1986 |                  | 97e                 |                  |
| 1987 |                  |                     |                  |
| 1988 |                  | 65e                 |                  |
| 1989 |                  | 90e                 |                  |

| Jaar | Amstel Gold Race | Luik-Bast.‑Luik | Bretagne Classic | Kuurne-Brussel-Kuurne |
| ---- | ---------------- | --------------- | ---------------- | --------------------- |
| 1982 |                  | 33e             | 10e              |                       |
| 1983 | 54e              |                 |                  |                       |
| 1984 |                  | 46e             | 6e               |                       |
| 1985 |                  |                 | 4e               | 4e                    |
| 1986 |                  |                 |                  |                       |
| 1987 |                  |                 |                  |                       |
| 1988 |                  |                 | 6e               |                       |
| 1989 |                  |                 |                  |                       |